# Nokia 5.3
El Nokia 5.3 es un teléfono inteligente de gama media de la marca Nokia de HMD Global, con Android One. Se anunció el 19 de marzo de 2020, junto con el Nokia 8.3 5G, Nokia 1.3 y Nokia 5310 (2020).

## Diseño
El Nokia 5.3 está equipado con el chip del sistema Qualcomm 665 combinado con 3, 4 o 6 GB de RAM según la variante. Tiene 64 GB de almacenamiento interno, ampliable con una tarjeta microSD. Dependiendo de la variante, hay espacio para una sola nanoSIM o para una nanoSIM y otra SIM en espera.
El teléfono pesa 185 g y tiene una pantalla de 8,5 mm de espesor. Tiene una muesca en forma de gota y biseles con un saliente en la parte inferior con el logotipo de Nokia. El Nokia 5.3, al igual que la segunda serie de teléfonos Android de Nokia, tiene un botón para el asistente de Google en el lado izquierdo que activa el asistente de Google con un toque o comienza a escuchar manteniéndolo. El teléfono se vende en tres colores: cian, arena y carbón.

## Recepción
El Nokia 5.3 recibió en su mayoría críticas positivas. Radoslav Minkov de PhoneArena lo calificó con 7,8 sobre 10 y elogió el «rendimiento fluido, el brillo y el contraste impresionantes de la pantalla, las buenas fotos en modo retrato y la sólida duración de la batería» del dispositivo, mientras que criticó la «baja resolución de la pantalla, el sensor de huellas dactilares poco confiable y el altavoz metálico».
Damien Wilde de 9to5Google también elogió el dispositivo por su «cámara decente, rendimiento razonablemente bueno y una construcción que es impresionante en este rango de precios», diciendo «Es un teléfono inteligente con un precio razonable que te da mucho por su bajo precio de entrada».
David Nield de TechRadar fue más crítico con el dispositivo, calificándolo con 3,5 sobre 5, pero lo elogió diciendo: «Como era de esperar, dado el historial de Nokia, el Nokia 5.3 es un dispositivo sólido y económico que ofrece una buena relación calidad-precio. Definitivamente vale la pena tenerlo en tu lista de favoritos si estás buscando un teléfono nuevo que cubra bien las funciones básicas sin gastar una fortuna».
Andy Boxall de Digital Trends criticó la cámara y la pantalla, pero elogió el dispositivo por su tamaño de pantalla, duración de la batería, funcionalidad NFC y software, calificándolo con 3,5/5 y diciendo que «el Nokia 5.3 ofrece rendimiento diario, así como software a prueba de futuro, por un excelente precio».